# Maimuna vestita
Maimuna vestita là một loài nhện trong họ Agelenidae.
Loài này thuộc chi Maimuna. Maimuna vestita được Carl Ludwig Koch miêu tả năm 1841.